# غزلوري
غزلوري (بالفارسية: گزلوری) هي قرية تقع في قسم ليراوي الشمالي الريفي (مقاطعة ديلم) في إيران. يقدر عدد سكانها بـ 179 نسمة بحسب إحصاء 2016.